# Hans-Peter Koppe
Hans-Peter Koppe, född den 2 februari 1958 i Leipzig i Tyskland, är en östtysk roddare.
Han tog OS-guld i åtta med styrman i samband med de olympiska roddtävlingarna 1980 i Moskva.